# Katharina Gutensohn
Katharina Anna Gutensohn (ur. 22 marca 1966 w Kirchbergu) – austriacka narciarka alpejska i dowolna, reprezentująca Niemcy w latach 1989-1998, wicemistrzyni świata

## Kariera
Pierwsze sukcesy osiągnęła w 1983 roku, kiedy na mistrzostwach świata juniorów w Sestriere zdobyła dwa medale. Najpierw zajęła trzecie miejsce w zjeździe, a następnie wywalczyła drugą pozycję w kombinacji alpejskiej.
Pierwsze punkty do klasyfikacji generalnej Pucharu Świata w narciarstwie alpejskim wywalczyła 17 grudnia 1982 roku w Piancavallo, zajmując siódme miejsce w kombinacji. Na podium zawodów tego cyklu po raz pierwszy stanęła 21 grudnia 1984 roku w Santa Caterina, kończąc rywalizację w zjeździe na trzeciej pozycji. W zawodach tych wyprzedziły ją dwie rodaczki: Elisabeth Kirchler i Veronika Vitzthum. Łącznie 18 razy stawała na podium zawodów pucharowych, odnosząc przy tym osiem zwycięstw: 2 marca 1985 roku w Vail, 10 stycznia 1986 roku w Bad Gastein, 16 stycznia 1986 roku w Puy-Saint-Vincent, 2 lutego 1986 roku w Crans-Montana, 3 i 4 lutego 1990 roku w Veysonnaz, 8 grudnia 1990 roku w Altenmarkt i 6 stycznia 1991 roku w Bad Kleinkirchheim triumfowała w zjazdach. Najlepsze wyniki osiągnęła w sezonach 1985/1986 i 1990/1991, kiedy zajmowała 11. miejsce w klasyfikacji generalnej. Ponadto w sezonie 1989/1990 zdobyła Małą Kryształową Kulę za zwycięstwo w klasyfikacji zjazdu, a w sezonie 1985/1986 była w niej druga.
W 1985 roku wystartowała na mistrzostwach świata w Bormio, gdzie wywalczyła srebrny medal w zjeździe. Wyprzedziła ją tam tylko inna Szwajcarka Michela Figini, a drugie miejsce ex aequo zajęła inna reprezentanta Szwajcarka, Ariane Ehrat. Był to jej jedyny medal wywalczony na międzynarodowej imprezie tej rangi. Była też między innymi piąta w supergigancie na rozgrywanych dwanaście lat później mistrzostwach świata w Sestriere. W 1992 roku wystartowała na igrzyskach olimpijskich w Albertville, zajmując szóste miejsce w zjeździe. Szósta była też w supergigancie podczas igrzysk w Lillehammer w 1994 roku. Brała też udział w igrzyskach olimpijskich w Nagano cztery lata później, kończąc rywalizację w zjeździe na dziewiątej pozycji.
W 1998 roku zakończyła karierę.
Od 2003 roku zaczęła trenować narciarstwo dowolne, specjalizując się w skicrossie. W Pucharze świata w narciarstwie dowolnym zadebiutowała 5 marca 2005 roku w Grindelwald, gdzie nie tylko zdobyła pierwsze punkty, ale od razu odniosła zwycięstwo. Wyprzedziła tam inną Austriaczkę, Karin Huttary oraz Magdalenę Iljans ze Szwecji. W kolejnych startach kolejne cztery razy stawała na podium zawodów pucharowych, odnosząc jeszcze jedno zwycięstwo: 14 marca 2009 roku w Hasliberg. Najlepsze wyniki osiągnęła w sezonie 2008/2009, kiedy zajęła 9. miejsce w klasyfikacji generalnej, a w klasyfikacji skicrossu była druga.
W 2005 roku wystartowała na mistrzostwach świata w Ruka, gdzie była jedenasta. Startowała też na mistrzostwach świata w Madonna di Campiglio w 2007 roku oraz rozgrywanych dwa lata później mistrzostwach świata w Inawashiro, jednak zajmowała dalsze pozycje. W 2010 roku wystąpiła na igrzyskach olimpijskich w Vancouver, zajmując 26. miejsce w skicrossie.
W 2010 roku ostatecznie zakończyła karierę sportową.

## Osiągnięcia (narciarstwo alpejskie)

### Igrzyska olimpijskie
| Miejsce | Dzień     | Rok  | Miejscowość | Konkurencja | Czas biegu | Strata | Zwyciężczyni       |
| ------- | --------- | ---- | ----------- | ----------- | ---------- | ------ | ------------------ |
| 6.      | 15 lutego | 1992 | Albertville | Zjazd       | 1:52,55    | +1,16  | Kerrin Lee-Gartner |
| 6.      | 15 lutego | 1994 | Lillehammer | Supergigant | 1:22,15    | +0,69  | Diann Roffe        |
| 18.     | 19 lutego | 1994 | Lillehammer | Zjazd       | 1:35,93    | +2,21  | Katja Seizinger    |
| 9.      | 16 lutego | 1998 | Nagano      | Zjazd       | 1:29,89    | +1,07  | Katja Seizinger    |

### Mistrzostwa świata
| Miejsce | Dzień       | Rok  | Miejscowość   | Konkurencja | Czas biegu | Strata | Zwyciężczyni       |
| ------- | ----------- | ---- | ------------- | ----------- | ---------- | ------ | ------------------ |
| 2.      | 3 lutego    | 1985 | Bormio        | Zjazd       | 1:26,96    | +1,61  | Michela Figini     |
| 31.     | 6 lutego    | 1985 | Bormio        | Gigant      | 2:18,53    | +7,87  | Diann Roffe        |
| 8.      | 26 stycznia | 1991 | Saalbach      | Zjazd       | 1:29,12    | +1,11  | Petra Kronberger   |
| DNF     | 29 stycznia | 1991 | Saalbach      | Supergigant | 1:08,72    | -      | Ulrike Maier       |
| DNF     | 31 stycznia | 1991 | Saalbach      | Kombinacja  | 26,45 pkt  | -      | Chantal Bournissen |
| 7.      | 12 lutego   | 1996 | Sierra Nevada | Supergigant | 1:21,00    | +1,28  | Isolde Kostner     |
| 15.     | 18 lutego   | 1996 | Sierra Nevada | Zjazd       | 1:54,06    | +1,89  | Picabo Street      |
| 5.      | 11 lutego   | 1997 | Sestriere     | Supergigant | 1:23,50    | +0,50  | Isolde Kostner     |
| 9.      | 15 lutego   | 1997 | Sestriere     | Zjazd       | 1:41,18    | +1,58  | Hilary Lindh       |

### Mistrzostwa świata juniorów
| Miejsce | Dzień   | Rok  | Miejscowość | Konkurencja | Czas biegu | Strata | Zwyciężczyni    |
| ------- | ------- | ---- | ----------- | ----------- | ---------- | ------ | --------------- |
| 3.      | 3 marca | 1983 | Sestriere   | Zjazd       | 1:32,49    | +0,38  | Marina Kiehl    |
| 11.     | 4 marca | 1983 | Sestriere   | Gigant      | 2:16,79    | +4,24  | Michaela Gerg   |
| 11.     | 5 marca | 1983 | Sestriere   | Slalom      | 1:38,46    | +3,32  | Fulvia Stevenin |
| 2.      | 5 marca | 1983 | Sestriere   | Kombinacja  | ?          | ?      | Michaela Gerg   |

### Puchar Świata

#### Miejsca w klasyfikacji generalnej
- sezon 1982/1983: 47.
- sezon 1983/1984: 52.
- sezon 1984/1985: 22.
- sezon 1985/1986: 11.
- sezon 1986/1987: 42.
- sezon 1987/1988: 33.
- sezon 1988/1989: 37.
- sezon 1989/1990: 12.
- sezon 1990/1991: 11.
- sezon 1991/1992: 30.
- sezon 1992/1993: 45.
- sezon 1993/1994: 41.
- sezon 1994/1995: 42.
- sezon 1995/1996: 27.
- sezon 1996/1997: 18.
- sezon 1997/1998: 23.

#### Zwycięstwa w zawodach Pucharu Świata
1. Vail – 2 marca 1985 (zjazd)
2. Bad Gastein – 10 stycznia 1986 (zjazd)
3. Puy-Saint-Vincent – 16 stycznia 1986 (zjazd)
4. Crans-Montana – 2 lutego 1986 (zjazd)
5. Veysonnaz – 3 lutego 1990 (zjazd)
6. Veysonnaz – 4 lutego 1990 (zjazd)
7. Altenmarkt – 8 grudnia 1990 (zjazd)
8. Bad Kleinkirchheim – 6 stycznia 1991 (zjazd)

#### Pozostałe miejsca na podium w zawodach PŚ
1. Santa Caterina – 21 grudnia 1984 (zjazd) – 3. miejsce
2. Bad Gastein – 11 stycznia 1986 (zjazd) – 3. miejsce
3. Crans-Montana – 1 lutego 1986 (zjazd) – 3. miejsce
4. Sunshine – 8 marca 1986 (zjazd) – 2. miejsce
5. Panorama – 17 grudnia 1989 (zjazd) – 2. miejsce
6. Morzine – 25 stycznia 1992 (zjazd) – 2. miejsce
7. Vail – 12 grudnia 1992 (zjazd) – 2. miejsce
8. Sierra Nevada – 6 lutego 1994 (supergigant) – 3. miejsce
9. Mammoth Mountain – 29 listopada 1997 (supergigant) – 3. miejsce
10. Lake Louise – 4 grudnia 1997 (zjazd) – 2. miejsce

## Osiągnięcia (narciarstwo dowolne)

### Igrzyska olimpijskie
| Miejsce | Dzień     | Rok  | Miejscowość | Konkurencja | Zwyciężczyni    |
| ------- | --------- | ---- | ----------- | ----------- | --------------- |
| 26.     | 23 lutego | 2010 | Vancouver   | Skicross    | Ashleigh McIvor |

### Mistrzostwa świata
| Miejsce | Dzień    | Rok  | Miejscowość          | Konkurencja | Zwyciężczyni    |
| ------- | -------- | ---- | -------------------- | ----------- | --------------- |
| 11.     | 18 marca | 2005 | Ruka                 | Skicross    | Karin Huttary   |
| 17.     | 6 marca  | 2007 | Madonna di Campiglio | Skicross    | Ophélie David   |
| 21.     | 2 marca  | 2009 | Inawashiro           | Skicross    | Ashleigh McIvor |

### Puchar Świata

#### Miejsca w klasyfikacji generalnej
- sezon 2004/2005: 49.
- sezon 2006/2007: 51.
- sezon 2008/2009: 9.
- sezon 2009/2010: 68.

#### Miejsca na podium w zawodach Pucharu Świata
1. Grindelwald – 5 marca 2005 (skicross) – 1. miejsce
2. Les Contamines – 2 lutego 2007 (skicross) – 3. miejsce
3. St. Johann – 5 stycznia 2009 (skicross) – 2. miejsce
4. Voss – 19 lutego 2009 (skicross) – 2. miejsce
5. Hasliberg – 14 marca 2009 (skicross) – 1. miejsce